# Giacomo Cantelli
Giacomo Cantelli (Vignola, febbraio 1643 – Modena?, 30 novembre 1695) è stato un cartografo italiano.

## Biografia

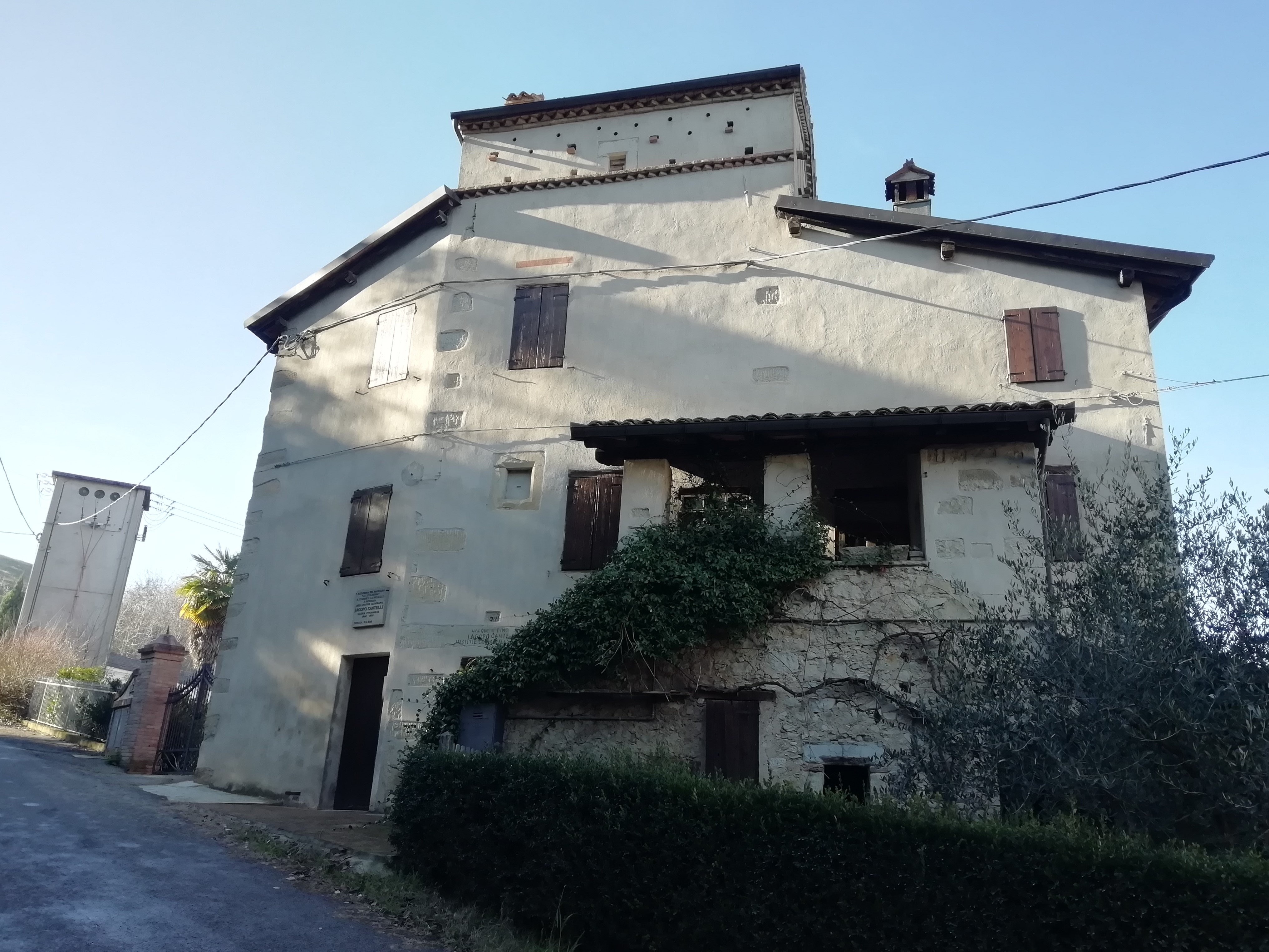
La casa natale di Cantelli

Nacque a Montorsello, località nei pressi di Vignola. Nell'atto di battesimo risulta con il cognome Betti, antica famiglia di Vignola. Il cognome Cantelli, derivato da un soprannome, fu assunto dal padre dopo la nascita del primogenito.
Studiò letteratura a Bologna e al termine degli studi fu assunto come segretario dal marchese Obizzi di Ferrara. In seguito si trasferì a Venezia, diventando molto noto come geografo. Fece un viaggio a Parigi, probabilmente come accompagnatore di un ambasciatore di Francia a Venezia che ritornava alla corte di Luigi XIV.
Nella capitale francese ebbe contatti con i cartografi Guillaume Sanson (figlio di Nicolas Sanson), Jacques-André Duval e Michel-Antoine Baudrand. Quest'ultimo ne parla in una lettera a Ludovico Antonio Muratori. Al ritorno a Bologna divenne segretario del conte Rinieri Marescotti. Viaggiò molto in Italia e a Roma incontrò l'editore Giovanni Giacomo De Rossi, che nel 1672 cominciò a pubblicare le sue carte geografiche. Tra i suoi primi lavori vi furono le carte della Terrasanta, del regno di Persia e di alcune parti dell'Impero ottomano.
Nel 1680 e 1681 furono pubblicate sull'atlante «Mercurio Geografico», edito a Roma da Giovanni Giacomo De Rossi, le sue carte dell'alta e della bassa Lombardia. Questi lavori denotano una forte influenza dello stile di Giovanni Antonio Magini, ma presentano anche elementi nuovi, come l'indicazione più precisa dei confini territoriali. Queste due carte furono eseguite con la scala di 60 miglia italiane = 121 mm.

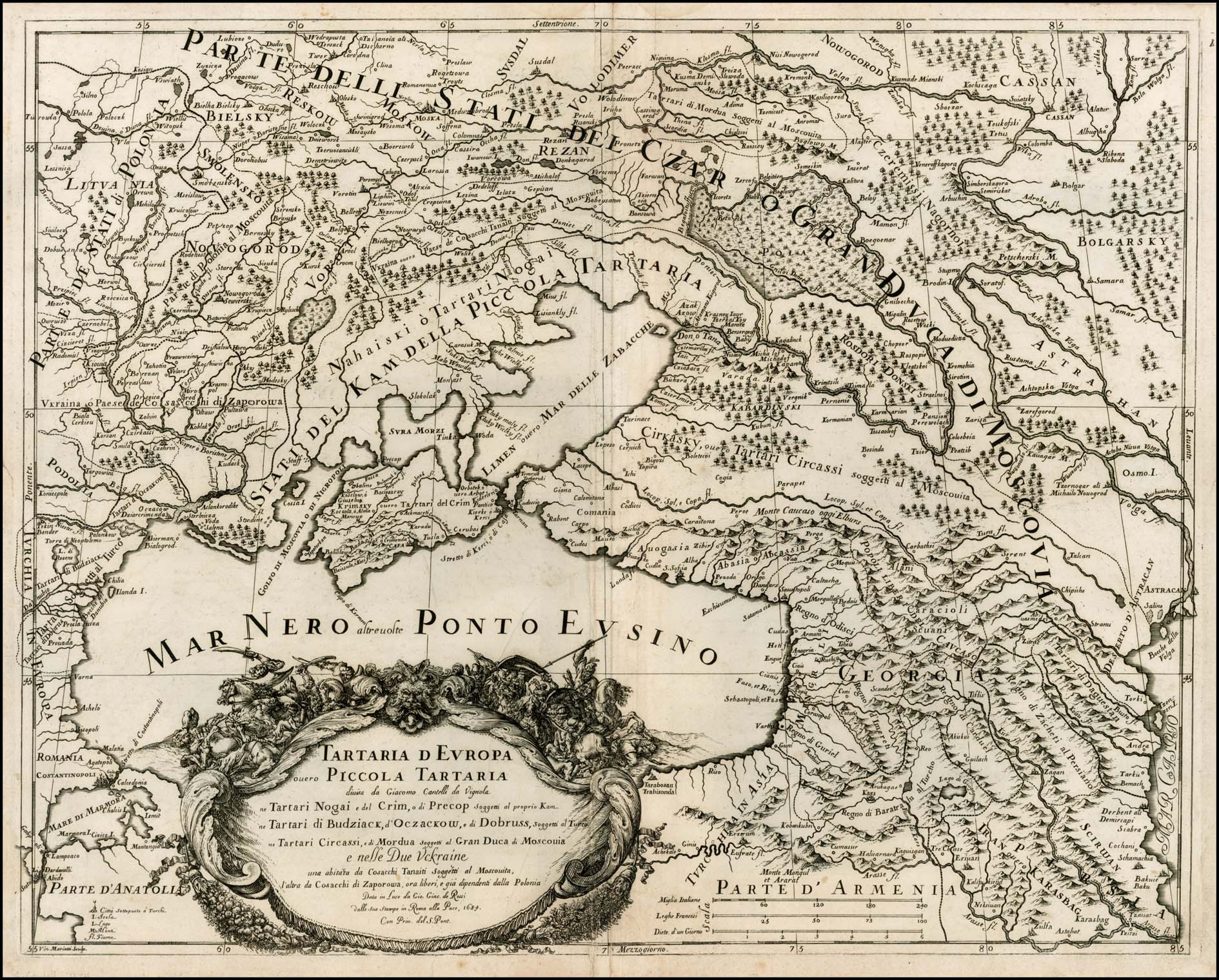
Giacomo Cantelli, Carta della Tartaria (1684)

Nel 1682 pubblicò a Roma le carte del Regno di Sicilia e della Cina. L'anno successivo uscirono quelle della Tartaria, della Grecia, delle isole Molucche, delle Filippine con le isole della Sonda, dell'India (divisa in due parti: "di qua dal Gange" e "di là dal Gange") e dell'Ungheria orientale. Nel 1684 pubblicò varie carte europee, tra cui quella del corso del Danubio, dell'arciducato d'Austria, della Dalmazia e del Peloponneso.
La sua fama di cartografo si era ormai consolidata, tanto che venne chiamato sia dal papa Innocenzo XI che dal duca di Modena e Reggio Francesco II d'Este, che lo desideravano entrambi come cartografo ufficiale. Scelse la corte di Francesco II, e in novembre 1685 fu nominato geografo di corte. Dal 1686 al 1689 eseguì numerose carte di paesi e territori europei. Costruì di sua mano un mappamondo e un globo celeste, che rimasero esposti per qualche tempo nell'atrio della Biblioteca Estense a Modena.
Nel 1691 Cantelli, insieme con Bernardino Ramazzini, convinse il duca a chiamare a Modena Benedetto Bacchini, che fu poi nominato storiografo della corte estense. Nella sua autobiografia, pubblicata postuma nel 1721, il Bacchini scrive che in marzo del 1697 successe al Cantelli come direttore della biblioteca estense.
Nella prima edizione del Mercurio Geografico furono pubblicate 19 sue carte, assieme ad altre del Sanson e del Baudrand. Nel 1692 uscì una seconda edizione in due volumi, che conteneva soltanto lavori da lui eseguiti (88 carte, intagliate al bulino dall'incisore Antonio Barbey). Un elenco di 63 carte del Cantelli fu fatto dallo storico Luigi Vischi nel 1886.
I suoi ultimi lavori (1694-1695) furono una carta della Spagna e una dell'Italia nord-occidentale con il Delfinato e la Provenza. Morì nel 1695, probabilmente a Modena, all'età di 52 anni.